# Ottersberg
Ottersberg is een plaats in de Duitse deelstaat Nedersaksen, gelegen in het Landkreis Verden. De gemeente telt 13.030 inwoners.

## Ligging en infrastructuur
Naburige gemeenten zijn onder andere Achim, Dörverden en Kirchlinteln.
De gemeente Ottersberg wordt doorsneden door het riviertje de Wümme. Aan weerszijden van deze (alleen voor kano's en kleine roeibootjes bevaarbare) rivier ligt een uitgestrekt natuurreservaat, het wetland-gebied Wümme-Niederungen.
Het treinstation van Ottersberg, aan de spoorlijn Wanne-Eickel - Hamburg, ligt 1,5 km ten zuiden van het dorp. Van daar kan men per stoptrein naar o.a. Hamburg Hauptbahnhof reizen.

## Plaatsen in de gemeente Ottersberg
- Fischerhude
- Narthauen
- Otterstedt, een boerendorp, waar nog enige eeuwenoude tradities in stand worden gehouden
- Posthausen
- Quelkhorn

Deze dorpen, voorheen zelfstandige gemeentes, werden in 1972 in het kader van een gemeentelijke herindeling samengevoegd.

## Economie
Een opvallend bedrijf is de  zeer grote mode- en interieurwinkel Dodenhof, ten zuiden van afrit 51 van de Autobahn A1, te Posthausen, die in feite tot een compleet winkelcentrum is uitgegroeid. Verder is er in de gemeente enig midden- en kleinbedrijf van lokaal en regionaal belang gevestigd. Ook de agrarische sector is in de gemeente Ottersberg nog van betekenis.

## Geschiedenis
Ottersberg ontstond in de middeleeuwen.
Ottersberg ligt in een gebied, waar in de Dertigjarige Oorlog zwaar gevochten is.
Enkele dorpen in de gemeente zijn veenkoloniën, ontstaan in de periode 1700-1950.
Op 30 december 1906 vond in het stationnetje van het dorp een zwaar treinongeluk plaats, waarbij acht doden vielen.

## Afbeeldingen

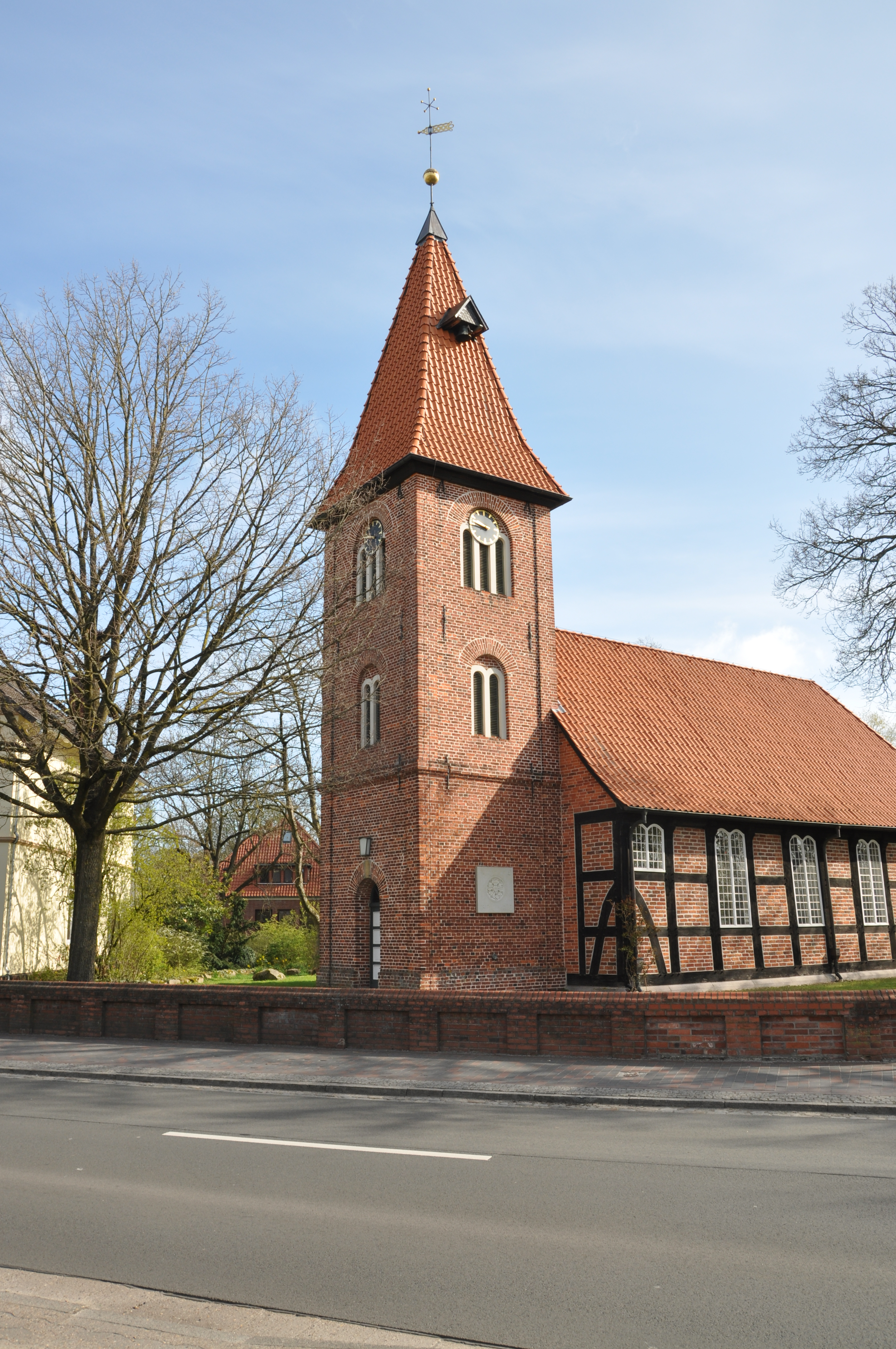
Ottersberg, evang.-lutherse Christoffelkerk (1668; toren uit 1842)
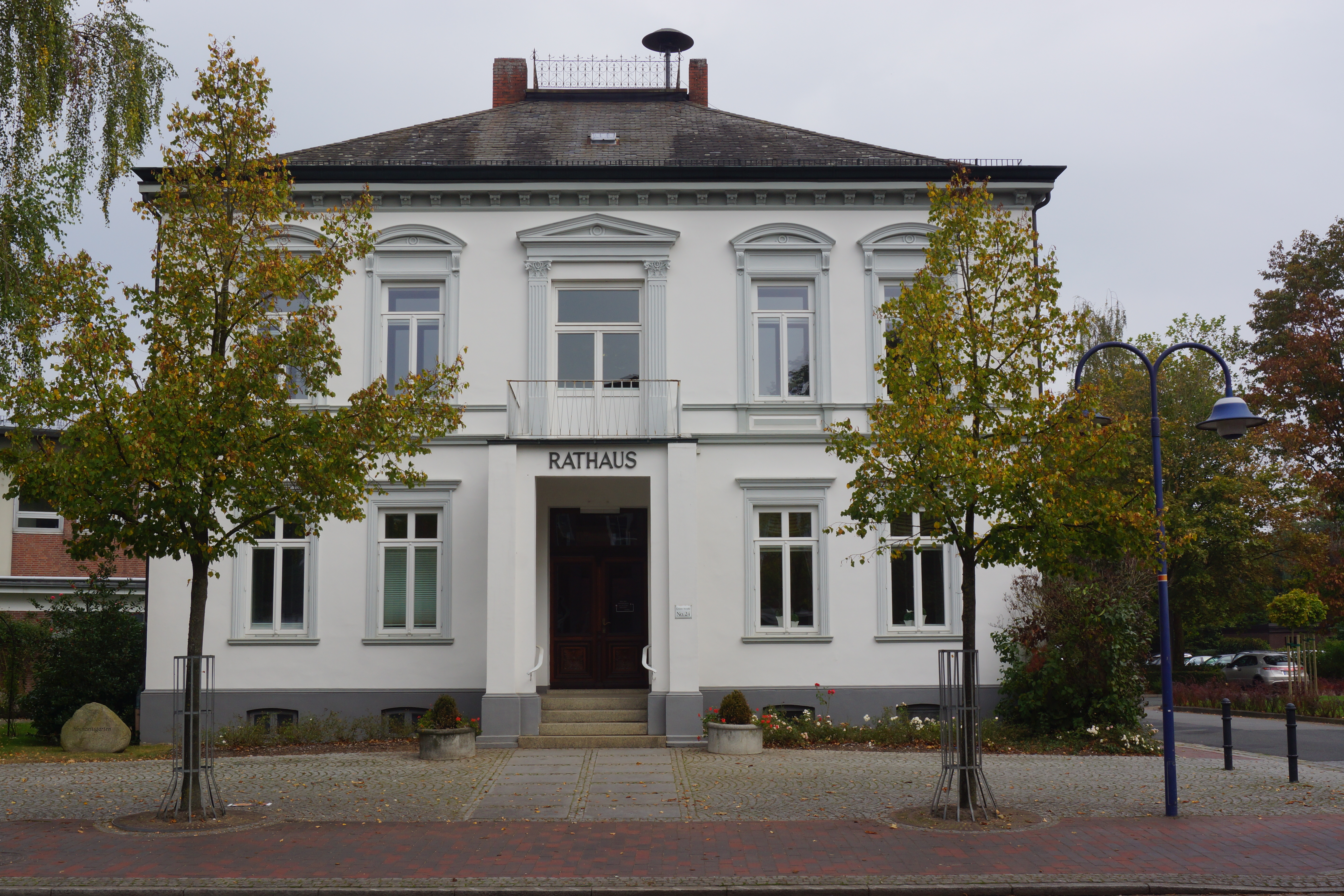
Stadhuis
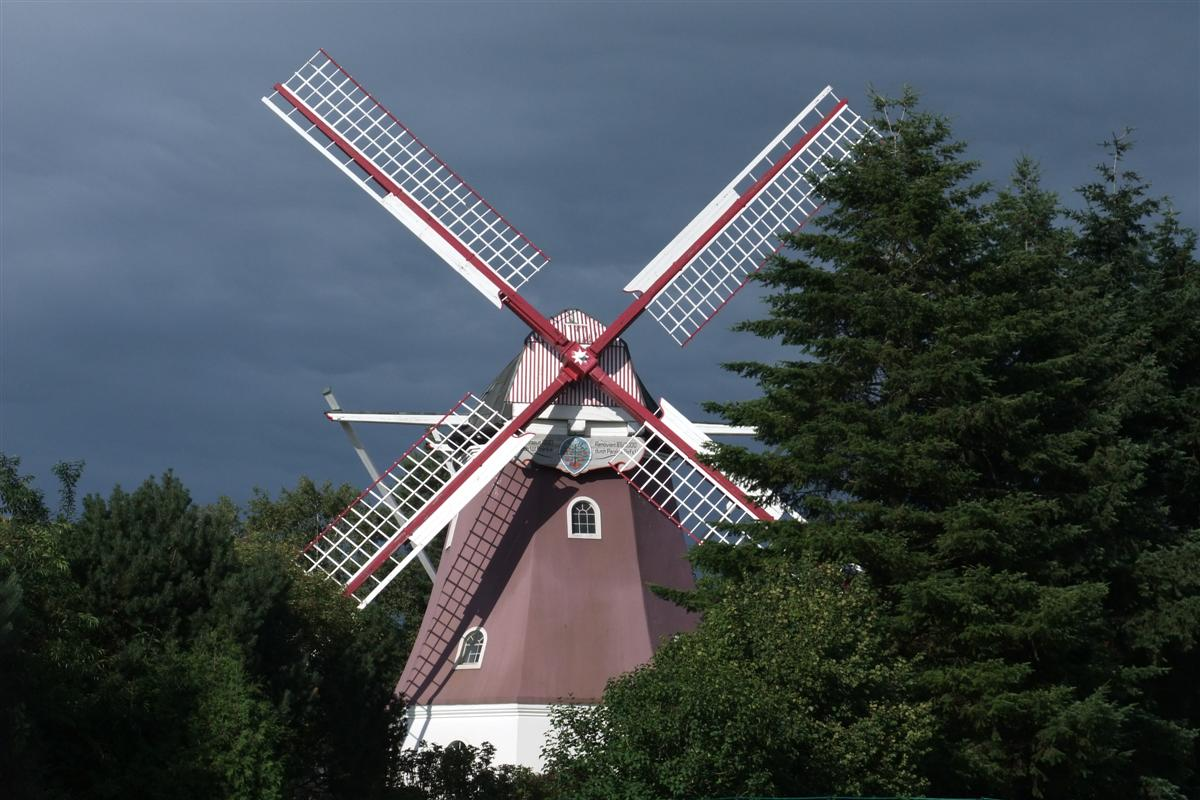
Windmolen (1880) te Quelkhorn
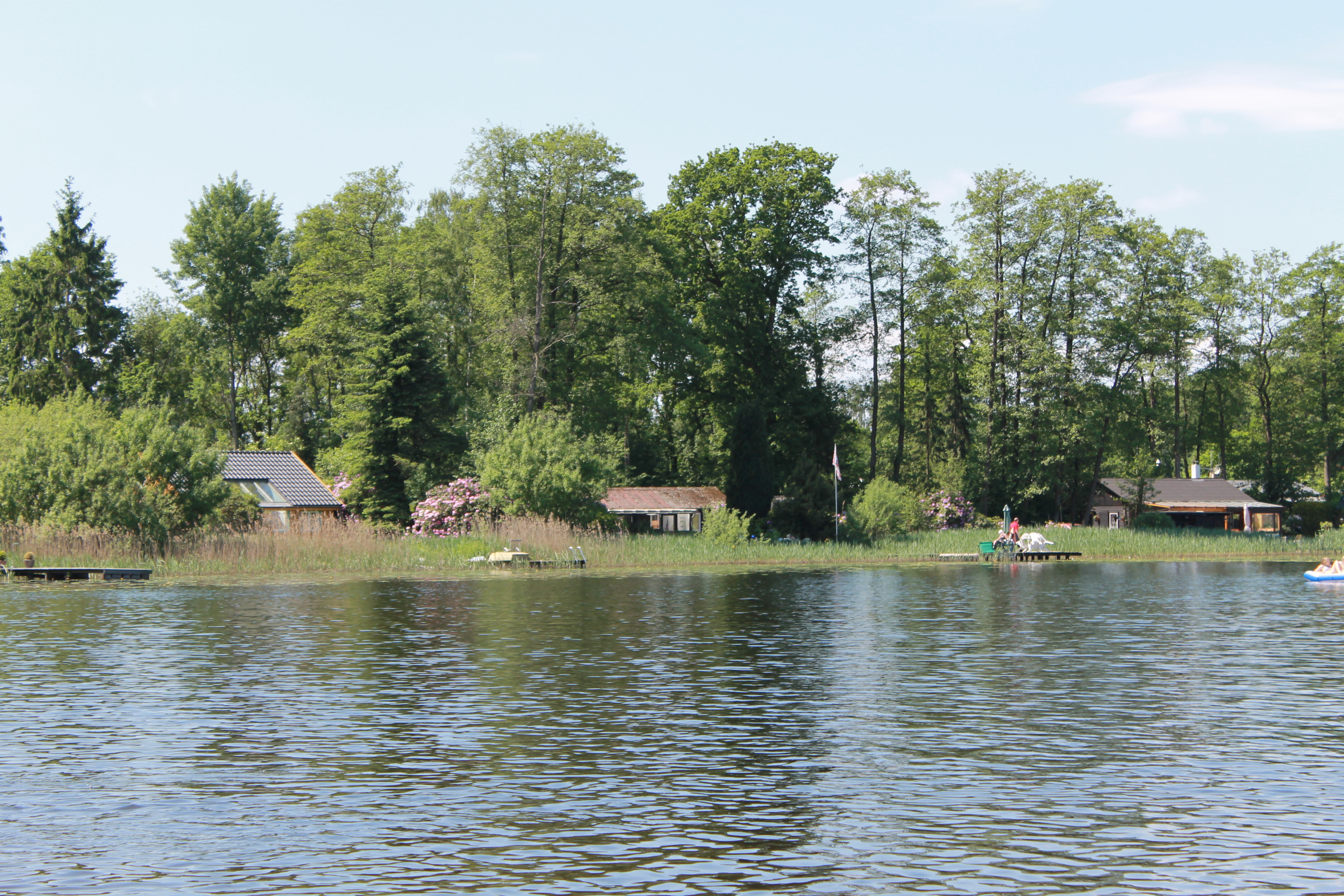
Otterstedter See
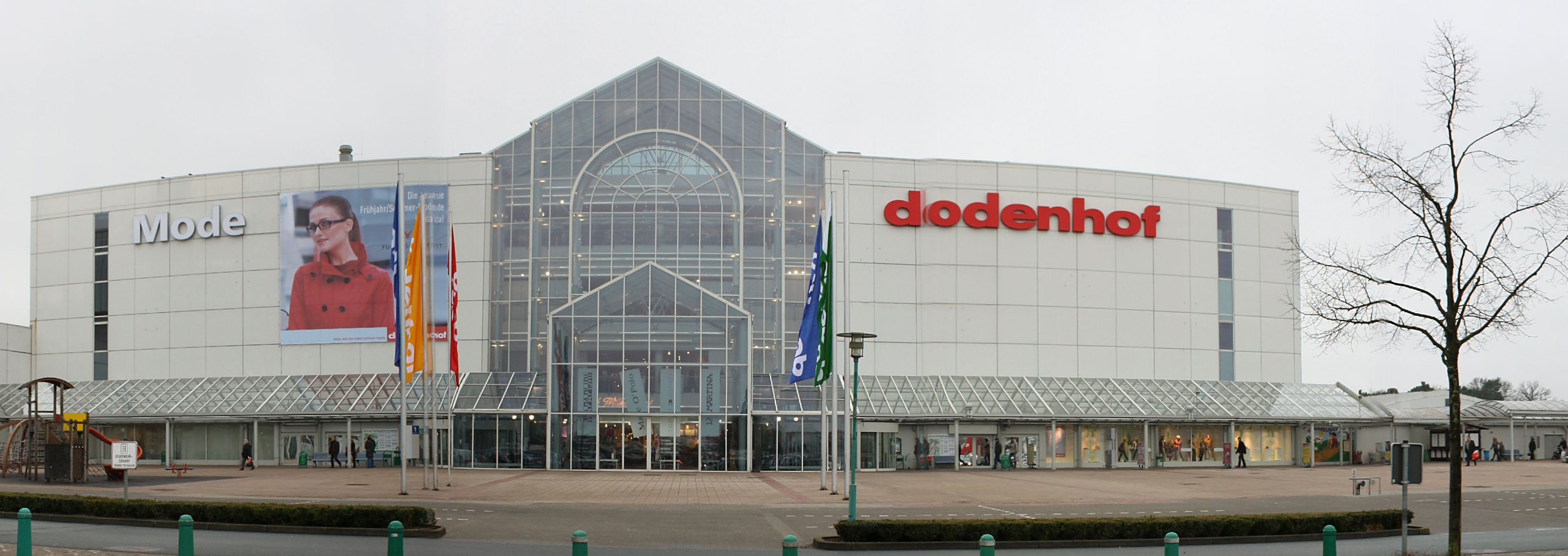
Winkelcentrum Dodenhof, Posthausen

## Geboren
- Harald Vogel (21 juni 1941), vooraanstaand  organist, en deskundige op het gebied van orgels. Hij is professor aan de Hochschule für Künste Bremen.

- Gemeinsame Normdatei: 4044168-4
- Library of Congress Control Number: n78028777
- MusicBrainz: 6d5838e1-aba3-4a01-a279-5fc004435a13
- Nationale Bibliotheek van Israël: 987007561949105171
- Virtual International Authority File: 124313570

Achim · 
Blender · 
Dörverden · 
Emtinghausen · 
Kirchlinteln · 
Langwedel · 
Ottersberg · 
Oyten · 
Riede · 
Thedinghausen · 
Verden